# Аліче Несті
Аліче Несті (італ. Alice Nesti, 18 липня 1989) — італійська плавчиня.
Учасниця Олімпійських Ігор 2012 року.